# Palais de Rosendal
Ne doit pas être confondu avec Château de Rosendal.
Le palais de Rosendal est une maison de plaisance qui est située sur l'île de Djurgården à Stockholm en Suède. L'édifice fut construit pendant les années 1823-1826, suivant le dessin de l'architecte Fredrik Blom. Le palais est un musée depuis 1913 et il est classé byggnadsminne en 1935.

## Autres bâtiments
À proximité du palais, à l'est, il y a le pavillon de la reine dont se servait la reine Desideria et, plus tard, la reine Sofia. Plus à l'est encore, on trouve l'écurie de Rosendal, dessinée également par Fredrik Blom (sv).

## Source de la traduction
- (no) Cet article est partiellement ou en totalité issu de l’article de Wikipédia en norvégien intitulé « Rosendals slott » (voir la liste des auteurs).